# Вулиця Богдана Януша
Ву́лиця Богда́на Я́нуша — вулиця у Шевченківському районі міста Львова, в місцевості Підзамче. Сполучає вулиці Городницьку та Жовківську. Прилучається вулиця Євгена Лисика.

## Історія та назва
Вулиця утворена 1913 року у складі підміського села Замарстинів й до 1993 року мала назву — Бойова. Сучасну назву вулиця отримала у 1993 році, на честь українського археолога та мистецтвознавця Богдана Януша.

## Забудова
Забудова вулиці Богдана Януша — польський конструктивізм 1930-х років, сучасна садибна.
Під № 1 розташований стадіон «Прогрес», збудований за радянських часів для однойменного підприємства — ВО «Прогрес». 11 жовтня 2007 року, рішенням сесії Львівської міської ради, стадіон переданий у довгострокову оренду ФК «Карпати» (Львів). Цей стадіон футбольний клуб використовує для тренування молодіжної та юніорської команд клубу. 7 травня 2019 року у Львівській міській раді оприлюднили детальний план території плану території, обмеженої вулицями Януша та Жовківською, де розташований стадіон «Прогрес», який планують реконструювати, а також збудувати трибуни, два нові футбольні поля для гри у мініфутбол та тенісний корт. Крім цього, біля стадіону облаштують відкриту стоянку на 21 паркомісце та підземний паркінг на 90 авто. Повністю завершити роботи планують через 10 років. За перші п'ять років планують облаштувати тренувальні поля на вулиці Януша та реконструювати наявні трибуни, а у наступні п'ять — збудувати спортивно-офісний центр. 

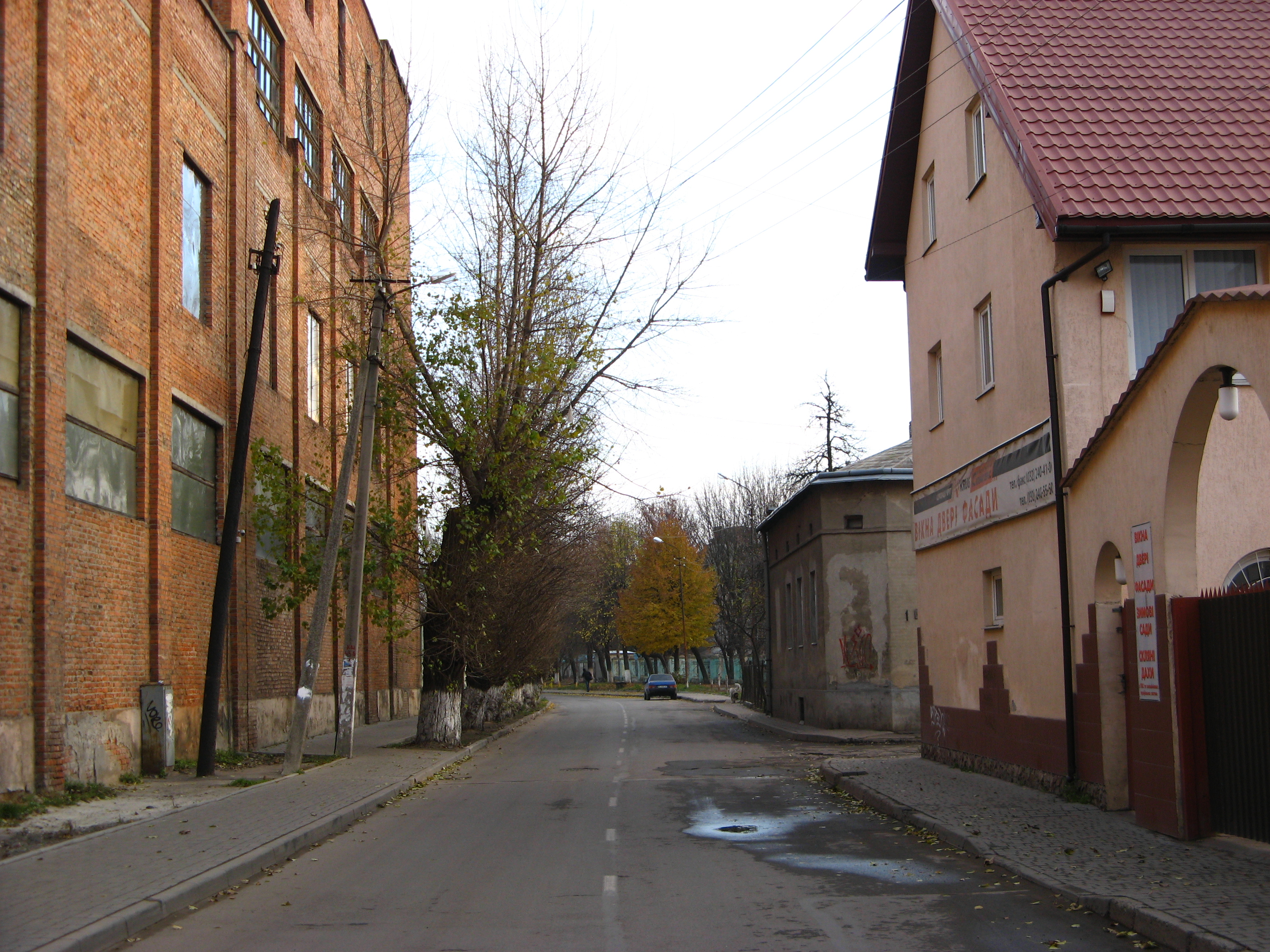
Вигляд на вулицю Януша від вулиці Городницької
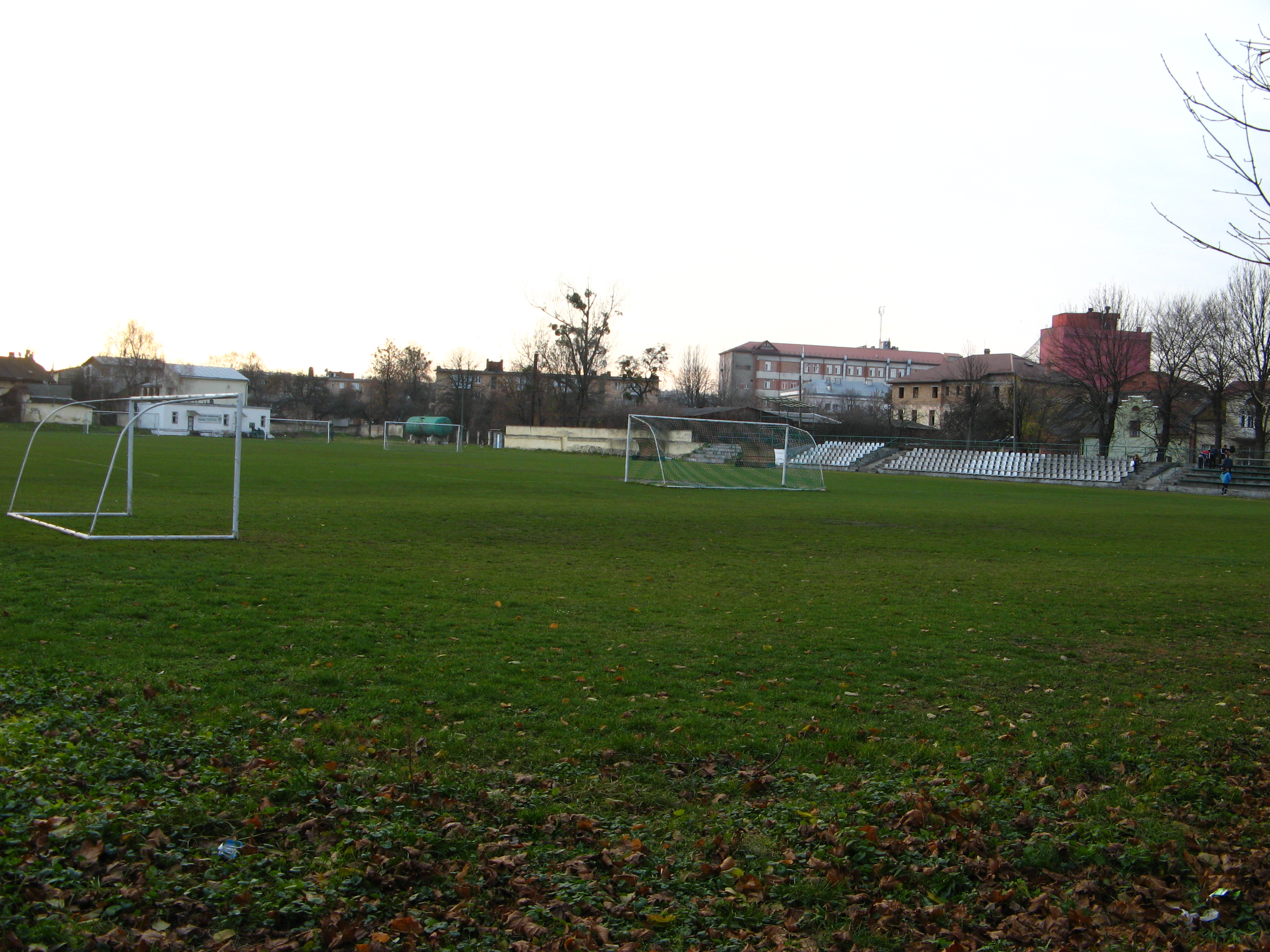
Стадіон «Прогрес»